# Van Buren, Maine
Van Buren är en ort i Aroostook County i delstaten Maine, USA.